# Campeonato mundial A de hockey patines masculino de 1989
El XXIX Campeonato mundial de hockey sobre patines masculino se celebró en San Juan, Argentina, entre el 7 de octubre y el 15 de octubre de 1989. Esta edición del torneo se caracterizó por ser la primera del cronograma actualmente vigente (2011) para esta competencia internacional, en el que se postula que el mismo debe realizarse todos los años impares.
En el torneo participaron las selecciones de 12 países repartidas en la primera ronda en 2 grupos de 6 partícipes cada uno.
La final del campeonato fue disputada por las selecciones de España y Portugal. El partido concluyó con el resultado de dos goles a uno a favor de España (cero a cero resultado al descanso y mismo resultado al final del tiempo reglamentario), los goles fueron marcados por Avecilla y Rovira para España y Realista para Portugal.
La medalla de Bronce fue para la selección de Italia.

## Equipos participantes
De las 12 selecciones nacionales participantes del torneo, 6 son de Europa, 4 de América, 1 de África y 1 de Oceanía.

## Primera fase
| Grupo A        | Grupo B      |
| Angola         | Alemania     |
| Colombia       | Argentina    |
| Chile          | Australia    |
| Italia         | España       |
| Portugal       | Países Bajos |
| Estados Unidos | Suiza        |

### Grupo A
| Equipo         | Pts | PJ | PG | PE | PP | GF | GC | Dif |
| -------------- | --- | -- | -- | -- | -- | -- | -- | --- |
| Italia         | 8   | 5  | 4  | 0  | 1  | 25 | 6  | +19 |
| Portugal       | 8   | 5  | 4  | 0  | 1  | 27 | 9  | +18 |
| Estados Unidos | 7   | 5  | 3  | 1  | 1  | 17 | 17 | 0   |
| Chile          | 4   | 5  | 1  | 2  | 2  | 14 | 14 | 0   |
| Angola         | 3   | 5  | 1  | 1  | 3  | 9  | 20 | -11 |
| Colombia       | 0   | 5  | 0  | 0  | 5  | 8  | 34 | -26 |

| Angola         | 1:3  | Estados Unidos |
| Colombia       | 2:5  | Chile          |
| Italia         | 2:0  | Portugal       |
| Estados Unidos | 4:3  | Italia         |
| Portugal       | 10:2 | Colombia       |
| Chile          | 4:4  | Angola         |
| Estados Unidos | 4:1  | Colombia       |
| Italia         | 6:0  | Angola         |
| Chile          | 1:3  | Portugal       |
| Angola         | 3:2  | Colombia       |
| Estados Unidos | 3:9  | Portugal       |
| Italia         | 2:1  | Chile          |
| Estados Unidos | 3:3  | Chile          |
| Portugal       | 5:1  | Angola         |
| Italia         | 12:1 | Colombia       |

### Grupo B
| Equipo       | Pts | PJ | PG | PE | PP | GF | GC | Dif |
| ------------ | --- | -- | -- | -- | -- | -- | -- | --- |
| Argentina    | 10  | 5  | 5  | 0  | 0  | 34 | 9  | +25 |
| España       | 8   | 5  | 4  | 0  | 1  | 52 | 7  | +45 |
| Alemania     | 4   | 5  | 2  | 0  | 3  | 16 | 24 | -8  |
| Países Bajos | 4   | 5  | 2  | 0  | 3  | 21 | 29 | -8  |
| Suiza        | 4   | 5  | 2  | 0  | 3  | 14 | 35 | -21 |
| Australia    | 0   | 5  | 0  | 0  | 5  | 12 | 45 | -33 |

| Suiza        | 6:3  | Australia    |
| Argentina    | 3:2  | España       |
| Países Bajos | 5:4  | Alemania     |
| Australia    | 1:5  | Alemania     |
| Argentina    | 8:0  | Suiza        |
| Países Bajos | 2:8  | España       |
| Suiza        | 5:4  | Países Bajos |
| España       | 9:1  | Alemania     |
| Argentina    | 8:3  | Australia    |
| Alemania     | 5:2  | Suiza        |
| España       | 19:0 | Australia    |
| Argentina    | 7:3  | Países Bajos |
| Australia    | 5:7  | Países Bajos |
| España       | 14:1 | Suiza        |
| Argentina    | 7:1  | Alemania     |

## Fase final

### Puestos del 1 al 8
|  | Cuartos de final      | Cuartos de final      |                       |       | Semifinales  | Semifinales  |  |  | Final                 | Final |
|  |                       |                       |                       |       |              |              |  |  |                       |       |
|  | 13 de octubre de 1989 |                       |                       |       |              |              |  |  |                       |       |
|  |                       |                       |                       |       |              |              |  |  |                       |       |
|  | Italia                | 7                     |                       |       |              |              |  |  |                       |       |
|  | Italia                | 7                     | 14 de octubre de 1989 |       |              |              |  |  |                       |       |
|  | Países Bajos          | 1                     |                       |       |              |              |  |  |                       |       |
|  | Países Bajos          | 1                     | Italia                | 1     |              |              |  |  |                       |       |
|  | 13 de octubre de 1989 |                       | Italia                | 1     |              |              |  |  |                       |       |
|  |                       | España                | 2                     |       |              |              |  |  |                       |       |
|  | España                | España                | 2                     | 6     |              |              |  |  |                       |       |
|  | España                |                       | 15 de octubre de 1989 | 6     |              |              |  |  |                       |       |
|  | Estados Unidos        | 1                     |                       |       |              |              |  |  |                       |       |
|  | Estados Unidos        | 1                     | España                | 2     |              |              |  |  |                       |       |
|  | 13 de octubre de 1989 |                       | España                | 2     |              |              |  |  |                       |       |
|  |                       | Portugal              | 1                     |       |              |              |  |  |                       |       |
|  | Argentina             | Portugal              | 1                     | 2     |              |              |  |  |                       |       |
|  | Argentina             | 14 de octubre de 1989 |                       | 2     |              |              |  |  |                       |       |
|  | Chile                 | 3                     |                       |       |              |              |  |  |                       |       |
|  | Chile                 | 3                     | Chile                 | 1     | Tercer lugar | Tercer lugar |  |  |                       |       |
|  | 13 de octubre de 1989 |                       | Chile                 | 1     |              |              |  |  |                       |       |
|  |                       | Portugal              | 4                     |       |              |              |  |  |                       |       |
|  | Portugal              | Portugal              | 4                     | 10    | Italia       | 11           |  |  |                       |       |
|  | Portugal              |                       |                       | 10    | Italia       | 11           |  |  |                       |       |
|  | Alemania              | 3                     |                       | Chile | 2            |              |  |  |                       |       |
|  | Alemania              | 3                     |                       |       | 2            |              |  |  |                       |       |
|  |                       |                       |                       |       |              |              |  |  | 15 de octubre de 1989 |       |
|  |                       |                       |                       |       |              |              |  |  |                       |       |

|  | Eliminatoria del 5º al 8º | Eliminatoria del 5º al 8º |    |                       | 5º y 6º Puesto        | 5º y 6º Puesto |  |
|  |                           |                           |    |                       |                       |                |  |
|  |                           |                           |    |                       |                       |                |  |
|  | 14 de octubre de 1989     |                           |    |                       |                       |                |  |
|  | Países Bajos              | 6                         |    |                       |                       |                |  |
|  | Estados Unidos            | 4                         |    |                       |                       |                |  |
|  |                           |                           |    |                       |                       |                |  |
|  |                           |                           |    |                       | 15 de octubre de 1989 |                |  |
|  |                           |                           |    |                       | Países Bajos          | 2              |  |
|  |                           | Argentina                 | 13 |                       |                       |                |  |
|  |                           |                           |    |                       |                       |                |  |
|  |                           |                           |    |                       |                       |                |  |
|  |                           |                           |    |                       | 7º y 8º Puesto        |                |  |
|  | 14 de octubre de 1989     | 14 de octubre de 1989     |    | 15 de octubre de 1989 | 15 de octubre de 1989 |                |  |
|  | Argentina                 | 12                        |    | Estados Unidos        | 2                     |                |  |
|  | Alemania                  | 3                         |    |                       | Alemania              | 5              |  |

### Puestos del 9 al 12
| Equipo    | Pts | PJ | PG | PE | PP | GF | GC | Dif |
| --------- | --- | -- | -- | -- | -- | -- | -- | --- |
| Angola    | 5   | 3  | 2  | 1  | 0  | 12 | 8  | +4  |
| Australia | 3   | 3  | 1  | 1  | 1  | 10 | 12 | -2  |
| Suiza     | 3   | 3  | 1  | 1  | 1  | 8  | 8  | 0   |
| Colombia  | 1   | 3  | 0  | 1  | 2  | 10 | 12 | -2  |

| Angola   | 6:3 | Australia |
| Suiza    | 4:3 | Colombia  |
| Angola   | 4:3 | Colombia  |
| Suiza    | 2:3 | Australia |
| Angola   | 2:2 | Suiza     |
| Colombia | 4:4 | Australia |

### Clasisficación general
| 1. España         |
| 2. Portugal       |
| 3. Italia         |
| 4. Chile          |
| 5. Argentina      |
| 6. Países Bajos   |
| 7. Alemania       |
| 8. Estados Unidos |
| 9. Angola         |
| 10. Australia     |
| 11. Suiza         |
| 12. Colombia      |

## Premios individuales

### Máximos goleadores
| Jugador  | Selección | Goles |
| -------- | --------- | ----- |
| Amato    | Italia    | 15    |
| Ayats    | España    | 14    |
| Avecilla | España    | 13    |
| Páez     | Argentina | 12    |
| Realista | Portugal  | 11    |